# Lia Kali
Lia Kali, pseudonimo di Júlia Isern Tomás (Barcellona, 24 luglio 1997), è una cantautrice e rapper spagnola.

## Biografia
Júlia Isern Tomás nasce a Barcellona da padre batterista e madre scrittrice. A 16 anni comincia a frequentare delle jam session nella sua città, entrando in contatto con diversi generi musicali. Nel 2019 partecipa all'edizione spagnola de La Voz, ottenendo una certa notorietà. Dopo aver pubblicato una serie di singoli, il 3 marzo 2023 debutta con l'album in studio Contra todo pronóstico. Il progetto, contenente 12 tracce e collaborazioni con artisti come Daax, Nanpa Básico ed il gruppo SFDK, affronta temi come la salute mentale. L'album è seguito da un tour internazionale con date in Colombia, Messico e Stati Uniti.
Il 21 marzo 2025 pubblica il suo secondo album, Kaelis, che vede la partecipazione di Eladio Carrión nella traccia Chulx.

## Stile musicale
La musica di Lia Kali è ricca di contaminazioni di diversi generi, tra cui soul, hip hop e reggae. L'artista ha affermato di ispirarsi ad artisti come La Mala Rodríguez, Nathy Peluso, Rosalía, Billie Holiday, Nina Simone, Ella Fitzgerald e Sofía Gabanna.

## Discografia

### Album in studio
- 2023 – Contra todo pronóstico
- 2025 – Kaelis

### Singoli
- 2021 – Belcebú (con Elane e Daax)
- 2022 – Parásitos (con El Sastre)
- 2022 – Puñales
- 2022 – Falso (con Elane e Daax)
- 2022 – Contra todo pronóstico
- 2022 – El blues del condenado (con SFDK)
- 2023 – Volvernos a amar (con Nanpa Básico)
- 2023 – Te conocí bailando (con Fernandocosta)
- 2023 – Para aguantar (con Fernandocosta)
- 2023 – Reloj (con Toni Anzis)
- 2023 – Ventiocho
- 2024 – Sabe a pureza
- 2024 – La vida sin ti (con Rels B)
- 2024 – Qué te debo
- 2024 – Fosforito (con Dellafuente)
- 2024 – Florezco
- 2024 – La cruz
- 2024 – Bailaron pegaos (con Cano)
- 2024 – Constelación (con Duki)
- 2025 – Chulx (feat. Eladio Carrión)
- 2025 – Renacer
- 2025 – Me muero (con Eladio Carrión)
- 2025 – Cantaré
- 2025 – Por si te vas (con Fernandocosta)